# Забеле (Млавський повіт)
Забеле (пол. Zabiele) — село в Польщі, у гміні Стшеґово Млавського повіту Мазовецького воєводства.
Населення — 44 особи (2011).
У 1975-1998 роках село належало до Цехановського воєводства.

## Демографія
Демографічна структура станом на 31 березня 2011 року:
|          | Загалом | Допрацездатний вік | Працездатний вік | Постпрацездатний вік |
| -------- | ------- | ------------------ | ---------------- | -------------------- |
| Чоловіки | 23      | 6                  | 15               | 2                    |
| Жінки    | 21      | 4                  | 11               | 6                    |
| Разом    | 44      | 10                 | 26               | 8                    |